# هاسکر (ماهنامه)
هاسکر (ارمنی: Հասկեր؛ خوشه‌ها) یک ماهنامه مصور کودکان به زبان ارمنی که بین سال‌های ۱۹۰۵ تا ۱۹۱۷ و سپس در دهه ۱۹۲۰ در تفلیس منتشر ‌می‌شد.